# CY-Klasse
Die CY-Klasse ist eine aus zwei Einheiten bestehende Klasse von auch als Deck-Carrier bezeichneten Schwergutschiffen der südkoreanischen Reederei Chung Yang Shipping. Die Befrachtung der Schiffe erfolgt durch die niederländische Reederei BigLift Shipping.

## Geschichte
Die Schiffe wurden auf der chinesischen Werft Jingjiang Nanyang Shipbuilding in Jingjiang gebaut. Seit Anfang 2019 werden sie von BigLift Shipping befrachtet.

## Beschreibung
Die Schiffe werden von zwei Viertakt-Sechszylinder-Dieselmotoren des Herstellers Hanshin mit jeweils 3530 kW Leistung angetrieben. Die Motoren wirken auf zwei Festpropeller. Die Schiffe sind mit einem mit 700 kW Leistung angetriebenen Bugstrahlruder ausgestattet.
Für die Stromerzeugung stehen vier von Yanmar-Dieselmotoren mit jeweils 680 kW Leistung angetriebene Generatoren mit jeweils 850 kVA Scheinleistung zur Verfügung. Weiterhin wurde ein von einem Doosan-Dieselmotor mit 150 kW Leistung angetriebener Notgenerator verbaut.
Die Schiffe verfügen über ein offenes Ladedeck mit 5008 m² Fläche. Das Ladedeck ist 125,2 m lang und 40 m breit. Es kann mit 20 t/m² belastet werden. Auf dem Deck können verschiedene schwere und voluminöse Ladungen befördert werden, darunter beispielsweise Module und Anlagenteile für die Offshore-Öl- und Gasindustrie oder Offshore-Windparks, Schiffe bzw. Schiffssektionen oder vormontierte Fabrikteile. Die Schiffe können von den Seiten oder vom Heck aus beladen werden. Zum Anpassen der Höhe des Decks über der Wasserlinie bei der Beladung und zum Ausgleichen der Krängung bei Ladeoperationen verfügen die Schiffe über drei leistungsfähige Ballastwasserpumpen, die jeweils 2500 m³ Ballastwasser pro Stunde pumpen können.
Vor dem Ladedeck befindet sich eine erhöhte Back. Auf dieser ist das Deckshaus aufgesetzt. Die erhöhte Back dient als Schutz der auf dem Ladedeck beförderten Ladungen vor überkommendem Wasser. Durch die vordere Lage des Deckshauses können voluminöse Ladungen ohne Sichteinschränkungen von der Brücke befördert werden. An Bord stehen zwanzig Einzelkabinen für die Schiffsbesatzung zur Verfügung. Außerdem stehen zehn Doppel- und zwei Einzelkabinen für weiteres Personal wie beispielsweise Techniker zur Verfügung.

## Schiffe
| CY-Klasse                                                               | CY-Klasse   | CY-Klasse   | CY-Klasse                                          |
| Bauname                                                                 | Bau- nummer | IMO- Nummer | Kiellegung Stapellauf Ablieferung                  |
| ----------------------------------------------------------------------- | ----------- | ----------- | -------------------------------------------------- |
| CY Interocean I                                                         | NY020       | 9802970     | 21. Dezember 2015 20. Juni 2016 7. November 2016   |
| CY Interocean II                                                        | NY021       | 9802982     | 21. Dezember 2015 28. Dezember 2016 20. April 2017 |
| Daten: Korean Register of Shipping, Stichting Maritiem-Historische Data |             |             |                                                    |

Die Schiffe fuhren ursprünglich unter der Flagge der Marshallinseln. Heimathafen ist Majuro. 2021 bzw. 2022 wurden sie nach Südkorea umgeflaggt, Heimathafen wurde Jeju.